# Телепнёв, Пётр Максимович
Пётр Макси́мович Телепнёв (1 октября 1930, Старое Село, Гомельская область БССР — 23 октября 2013, Москва) — советский партийный деятель, 1-й секретарь Архангельского областного комитета КПСС (1983—1989), член ЦК КПСС (1986—1990).

## Биография
В 1950 окончил лесной техникум в Гомеле, а в 1959 — лесотехнический институт в Архангельске. С 1956 года — член КПСС. Работал в лесном хозяйстве; начиная с 1960 года — 2-й секретарь, позже 1-й секретарь районного комитета КПСС.
В 1963—1966 годах — 2-й секретарь, а с февраля 1966 до июля 1970 — 1-й секретарь окружного комитета КПСС в Ханты-Мансийске.
В 1970—1978 гг. — секретарь, в 1978—1983 гг. — 2-й секретарь Тюменского областного Комитета КПСС, одновременно инспектор ЦК КПСС.
С 21 ноября 1983 года по 23 ноября 1989 — 1-й секретарь Архангельского областного комитета КПСС, с 6 марта 1986 года по 2 июля 1990 — член ЦК КПСС, с ноября 1989 года на пенсии.
Депутат Верховного Совета СССР 11 созыва.
Похоронен в Москве на Троекуровском кладбище.

## Награды
- Орден Ленина
- Орден Октябрьской Революции
- Орден Трудового Красного Знамени
- Орден Знак Почета